# Batesia chrysocantha
Batesia chrysocantha är en fjärilsart som beskrevs av Hans Fruhstorfer 1915. Batesia chrysocantha ingår i släktet Batesia och familjen praktfjärilar. Inga underarter finns listade i Catalogue of Life.